# Aeroportul Kissidougou
Aeroportul Kissidougou (IATA: KSI, ICAO: GUKU) este un aeroport din Regiunea Faranah, Guineea ce deservește zona Kissidougou. A fost numit după zona deservită.
Situat la o altitudine de 551 m, aeroportul dispune de o singură pistă.